# 夸多·奥乌苏·阿弗里伊
夸多·奥乌苏·阿弗里伊（英語：Kwadwo Owusu Afriyie，常称“约翰先生”，1957年—2020年7月1日），加纳律师和政治家。曾担任多个政治职务、原加纳新爱国党总书记，逝世前任加纳林业委员会主席。